# Zgornje Jezersko
Zgornje Jezersko () je večje izmed obeh naselij v Občini Jezersko in hkrati njeno središče.

## Opis
Obmejno razloženo hribovsko naselje se nahaja v kotlini v dolini potoka Jezernice in v ledeniških dolinah Ravenski in Makekovi Kočni, na meji med Karavankami in Kamniško-Savinjskimi Alpami. Sestavljajo ga gručasto jedro Ravne in številne samotne kmetije. Ledeniški dolini sta poseljeni le ob vznožjih okoliških vrhov. 

### Znamenitosti
Ob izteku Ravenske Kočne je Planšarsko jezero, ki ga napaja Jezernica. V zgornjem delu Makekove Kočne je nekdaj najvišji slovenski slap Čedca.
V bližini naselja izvira Jezerska slatina.